# Boxkamera
Eine Boxkamera, auch Box-Camera, ist eine besonders einfache Kamera für Rollfilme. Diesen Kameratyp gab es von 1900 bis 1970 zu kaufen, populär war er bis Mitte der 1950er Jahre.

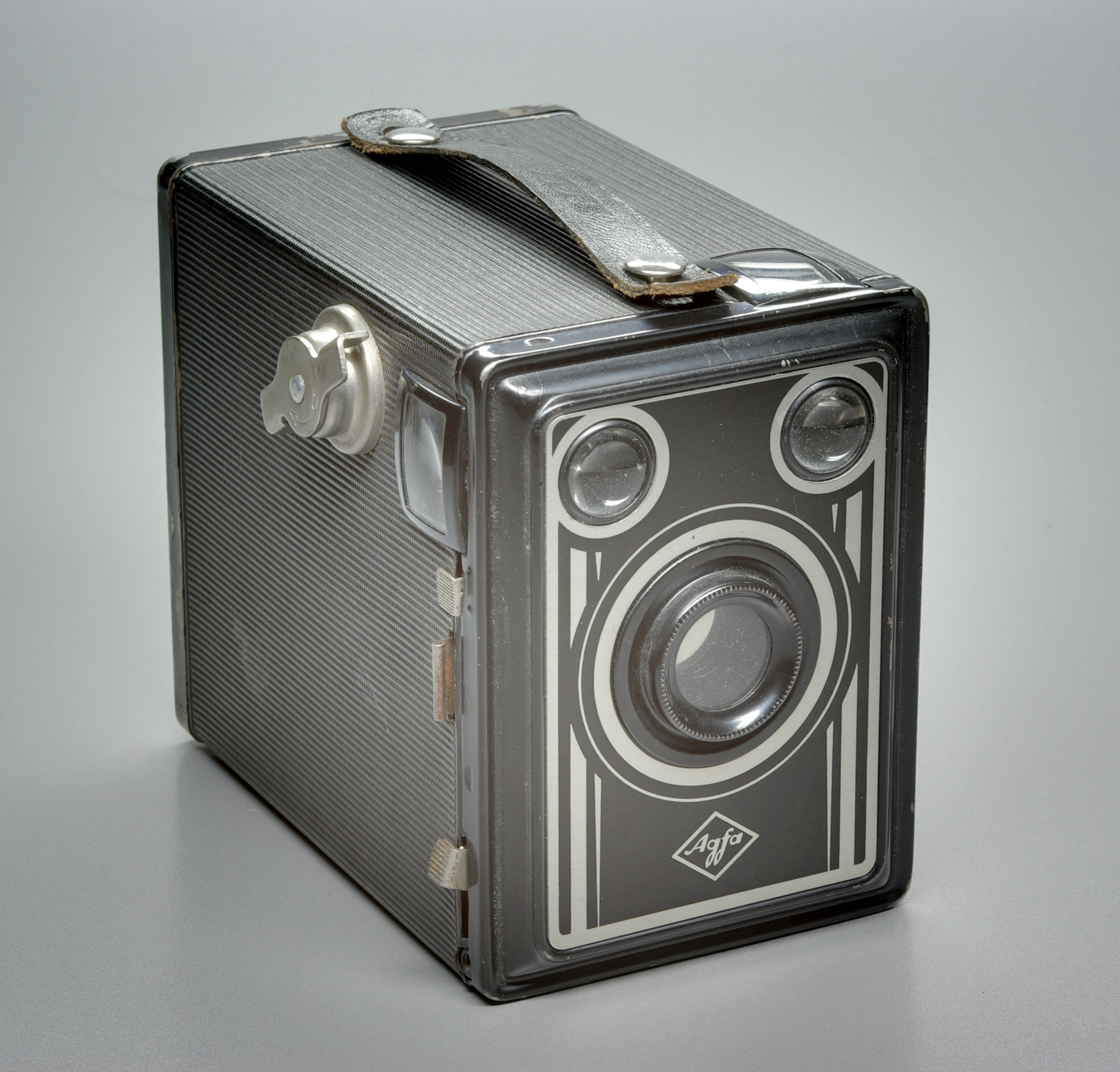
Agfa Box

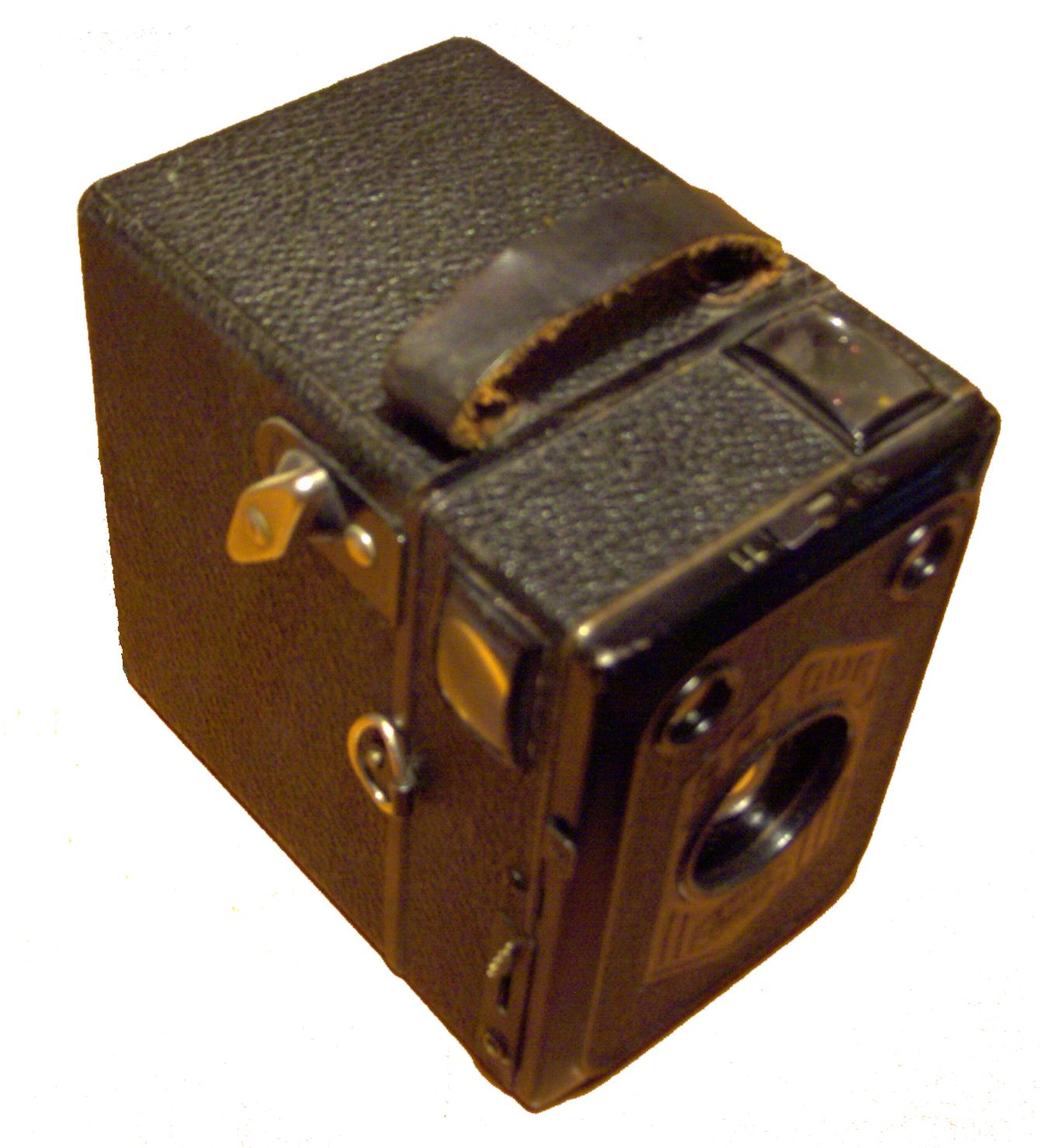
Zeiss Ikon Baldur

## Entstehung

### Kodak Nr. 1 und Nr. 2
Kodak brachte 1888 mit der Kodak Nr. 1 eigens eine Kamera heraus, um seinen neu auf den Markt gebrachten Rollfilm verkaufen zu können. Diese Kamera war von einfacher Konstruktion, um auch technisch unbegabte Interessenten anzusprechen. Die Kamera musste weder auseinandergeklappt, noch mussten Einstellungen vorgenommen werden. Das galt in noch stärkerem Maß für den Nachfolger Kodak Nr. 2 von 1901.
Belichtete die Nr. 1 noch kreisrunde Bilder, so gab es mit Nr. 2 rechteckige Negative im Format 2 1⁄4″ × 3 1⁄4″, was 6 cm × 9 cm entsprach. Neu an der Nr. 2 war auch das Gehäusematerial aus Karton, das bislang im Kamerabau noch nicht eingesetzt war. Damit konnte dieser Apparat im Gegensatz zur teuren Nr. 1 ungewöhnlich preisgünstig angeboten werden und erreichte einen überragenden Markterfolg. Die Kamera wurde nach 20 Jahren immer noch produziert – bis zu diesem Zeitpunkt waren bereits 2,5 Millionen Stück verkauft worden. Für die sofortige Einsatzbereitschaft der Kamera gab es den Werbespruch “You press the button, we do the rest!” (deutsch: „Sie drücken den Knopf, wir tun den Rest!“). Für Nr. 1 hieß dieses “You press the button, we do the rest!”, dass die Kamera einschließlich des belichteten Films beim Fotohändler abgegeben wurde und der Kunde es später mitsamt neu eingelegtem Film sowie den Negativen und Abzügen zurückbekam.

### Der Begriff „Box“

#### Vereinigte Staaten
Kodak verwendete anfänglich das Wort „Box“ nicht, sondern gab den Modellen Namen wie Brownie. Man vermied sogar jeden Anschein, es könnte sich um ein Billigprodukt handeln, was beispielsweise im Slogan „Not a toy, but a camera!“ zum Ausdruck kam. Der Volksmund sprach aber bald von einer „Box-Camera“, so dass sich dieser Begriff im Weiteren durchsetzte.

#### Deutschland
In Deutschland wäre der korrekte Begriff „Rollfilm-Kastenkamera“ gewesen. Kastenkameras gab es bereits zu Beginn der Fotografie, es handelte sich um das einfache Pendant zu den aufwendigen Balgenkameras. Gegen Ende des 19. Jahrhunderts stand in den Fotokatalogen häufig: Schülerkameras. Diese Apparate verwendeten Glasplatten, welche separat mitzuführen und vor der Aufnahme aufwendig einzusetzen waren. Im Falle der neuartigen Rollfilmmodelle wurde sofort der Begriff „Box“ aus Übersee übernommen.

## Technik

### Gehäuse
Das Gehäuse sollte einfach und ohne teure Werkzeuge zu fertigen sein. Es bestand vorzugsweise aus Stahlblech, bei teureren Kameras auch aus leichtem Aluminiumblech, bei billigen aus Pappe. Kunststoffgehäuse waren selten, da dieser Werkstoff erst mit Ende der Box-Ära als Massenprodukt auf den Markt kam.
Der typische Aufbau bestand aus einer Frontplatte, an der das Objektiv, der Sucher und der Verschluss befestigt waren. Bei manchen Kameras war diese Platte fest mit den Seitenteilen verbunden und die rückwärtige Wand ließ sich aufklappen oder abnehmen und die Einheit für Filmführung und Spulenhalter ließen sich herausnehmen, wozu man Filmtransportrad oder -knebel leicht herausziehen musste. In diese ausgebaute Einheit ließ sich ein (Roll-)Film einspannen. Dies [war(?)] insbesondere der Aufbau der Agfa-Box-Kameras. Bei einer anderen Variante ließ sich die Frontplatte vom Gehäuse abziehen. In diesem Fall saß die Filmführung an der Frontplatte, wurde also aus dem Gehäuse mit herausgezogen.

### Objektiv
Das Objektiv einer Box-Kamera bestand aus Kostengründen aus nicht mehr als zwei Linsen, in den allermeisten Fällen nur aus einer.

#### Meniskus
Im Falle einer Linse kam ein Meniskus, auch Monokel genannt, zum Einsatz; also eine konvex-konkav geformte Sammellinse. Diese Linse konnte man vor oder – dann um 180° gedreht – hinter der Blende anordnen. Im letzteren Fall befand sich meist ein Schutzglas vor Blende und Verschluss. Auf die Abbildungsqualität hatte die Linsenposition keinen Einfluss, wohl aber auf die Verzeichnung. Vor der Blende angebracht erzeugte sie eine kissenförmige, dahinter eine tonnenförmige Verzeichnung. Letzteres bedeutete einen Tubus, der in die Kamera hineinragte. Das führte zu einem vollkommen eckigen und großen Gehäuse. Eine akzeptable Abbildungsqualität ließ sich deshalb nur mit einem kleinen Öffnungsverhältnis erreichen. Beim Filmformat ‚6 × 9‘ liegt die Grenze bei 1 : 11, das häufig anzutreffen war. Weil die Abbildungsqualität eines Meniskus zum Bildrand hin rapide abfiel und dieser beim quadratischen Format 6 × 6 weniger störend war, konnte dabei die Öffnung auf 1 : 9 vergrößert werden.

#### Periskop
Die Verzeichnung eines Meniskus ließ sich durch den Einsatz zweier solcher Linsen ausgleichen, die symmetrisch um die Blende herum angeordnet waren. Wegen der höheren Kosten wurde diese Lösung selten genutzt.

#### Achromat
Bei ganz wenigen Box-Kameras kam ein Achromat zum Einsatz, also zwei verkittete Linsen, deren Farbfehler sich ein Stück weit ausgleichen. Dieser Aufwand ließ sich nur in der wenig nachgefragten oberen Preisklasse realisieren.

### Entfernungseinstellung
Zumeist besaßen Box-Kameras keine Möglichkeit zur Entfernungseinstellung, hatten also ein Fixfokus-Objektiv. Bei 6 × 9 wurde ab knapp 3 m Entfernung die Abbildung scharf. Für den Bereich von 1 m bis 2 m gab es so genannte Portraitlinsen, die außen angeschraubt oder geklemmt wurden. Nur an wenigen Kameras ließ sich die Entfernung in zwei oder drei Stufen einstellen, dabei wurden Nahlinsen in den Strahlengang geschwenkt. Ein verschiebbares Objektiv bedeutete allerdings einen erheblichen Aufwand, der für Billigmodelle nicht in Frage kam. Außerdem bestand die Gefahr, dass unerfahrene Benutzer mit einer falschen Einstellung immer unscharfe Bilder erzeugen.

### Blende
Nahezu alle Kameras ließen sich abblenden, was gewöhnlich durch ein in den Strahlengang einschwenkbares Lochblech geschah. Meist standen die Blendenzahlen 11 und 16 zur Auswahl, manchmal auch bis zu drei Blendenwerte. Die Werte selbst waren allerdings, wie die Verschlusszeiten, oft nicht eigens angegeben. Das Abblenden brachte bei einer Meniskuslinse eine erheblich größere (und beim Mittelformat akzeptable) Abbildungsqualität mit sich. Die damit erzielte größere Schärfentiefe war ein Nebenergebnis. Die Blende diente hauptsächlich der Belichtungseinstellung. Bei manchen Boxen war zusätzlich eine Nahlinse oder ein Gelbfilter auf dem Blendenschieber angebracht und konnte so einfach angewählt werden. Das Gelbfilter verstärkte den Kontrast von Wolken.

### Verschluss

Einstellen der Verschlusszeit bei einer Kodak-Boxkamera

Da der Verschluss generell zu den teuren Teilen einer Kamera gehört, beschränkte sich dieser bei den Box-Kameras ebenfalls auf das Notwendigste. Praktisch alle Boxmodelle besaßen lediglich eine einzige Verschlusszeit, die im Bereich von 1/25 s bis 1/40 s lag und häufig, wie die Blende, vom Hersteller nicht einmal angegeben wurde.
Zum Standard gehörte allerdings die Umschaltung auf Langzeitbelichtung, der zugehörige Hebel besaß die Positionen M (für Momentaufnahme 1/30 s) und Z (für Zeitaufnahme). Der Verschluss bleibt dazu offen, solange der Auslöser gedrückt ist. Das konnte technisch mit geringem Aufwand realisiert werden, ebenso wie der dazu eigentlich unumgängliche Drahtauslöseranschluss. Die eckige Bauweise der Kamera sorgte für die notwendige gute Auflagefläche, teils waren auch Stativgewinde vorhanden.
Trotz der anfangs geringen Filmempfindlichkeiten wurde mit dem offenen Verschluss so ein Fotografieren auch bei bedecktem Himmel oder in Räumen möglich. Das Blitzen war (unsynchronisiert) mit (pyrotechnischem) Blitzlichtpulver, Beutelblitzen oder später mit den saubereren, elektrisch gezündeten Kapselblitzen (Einweg-Birnen) möglich. Die Hersteller lieferten für das Abschätzen der Belichtungszeit und Blitzentfernung jeweils Anleitungen mit.
Der Verschluss war, auch wegen seiner Einfachheit, selbstspannend, brauchte daher nicht, wie bei besseren Kameras, vor dem Auslösen in einem getrennten Schritt gespannt zu werden. Der Filmtransport war getrennt vom Auslöser und geschah durch einen zu drehenden Knebel oder ein Rädchen. Über ein rotes Fenster auf der Kamerarückseite musste die richtige Stellung des Rollfilms beobachtet werden und auf der Filmrückseite waren Zahlen und Symbole aufgedruckt.

#### Rotationsverschluss
Bei billigen Kameras bewegte sich beim Verschluss eine Scheibe in eine bestimmte Richtung, wobei ein Langloch den Strahlengang kurzzeitig freigab. In der Endposition blieb sie stehen und drehte sich beim nächsten Auslösen in die andere Richtung. Der Auslösehebel stand entsprechend einmal in der unteren, dann in der oberen Position, musste also abwechselnd in die eine und andere Richtung gedrückt werden. Einen solchen Verschluss besaß bereits die Kodak Nr. 1 (Eastmann Rotary Shutter). In Deutschland gab es dieses primitive System nur an frühen Eho-, Beier- und Agfa-Boxen.
Häufiger bewegten sich die Scheibe des Verschlusses und der Auslösehebel nach dem Belichten in ihre ursprüngliche Position zurück. Während dieses Vorgangs senkte sich ein Löffel- oder Deckelschieber so in den Strahlengang, dass lediglich während des Herunterdrückens belichtet wurde.

#### Blitzsynchronisation
Mit dem Zeitverschluss war mit jeder Box ein (unsynchronisiertes) Blitzen bei offenem Verschluss möglich. In den Vereinigten Staaten waren bereits Ende der 1940er Jahre Flash Bulbs enorm populär. Philips und Osram stellten diese Blitzbirnen im Frühjahr 1950 auf der Photokina in Köln vor. Bereits zum folgenden Weihnachtsgeschäft kamen die ersten synchronisierten Boxmodelle mit einem (bald auch genormten) Anschluss für die noch klobigen Blitzgeräte auf den Markt, noch bevor diese Technik für teure Kameras, etwa die Leica, angeboten werden konnte.
Anfangs war die Blitzsynchronisation manchmal unzuverlässig. Blitzbirnen enthalten Leichtmetall-Drahtwolle oder -folie, die in dem mit Sauerstoff gefüllten Glaskolben verbrennt und dabei etwa eine 1/25 - 1/30 Sekunde lang leuchtet, was wiederum der Verschlusszeit der Kamera entspricht. Aufgrund der für die Zündung notwendigen Zeit wird die Birne bei der Synchronisation etwa 1/50 Sekunde vor Verschlussöffnung gezündet, was zunächst manchen Herstellern Probleme bereitete. Die genaue Zeit war bei manchen Kameras beispielsweise vom Druck auf den Auslösehebel abhängig. Bei anderen Kameras, etwa der Tengor-Box von Zeiss Ikon, arbeitete diese Verknüpfung von Beginn an einwandfrei.
Ein weiteres Problem bereitete die für die Birnen eher geringe Zündspannung, einhergehend mit einem hohen Batterieverbrauch. Oft hatten die Blitzgeräte lediglich eine 1,5-V-Batterie, später wurden 22,5-V-Hörgeräte-Batterien (oder Stärkeres) eingebaut. Mit der Konstruktion von batterieschonenden Spannungswandler-Schaltungen mit Speicherkondensator war das Problem gelöst.

### Zählwerk
Alle Box-Kameras verwendeten auf den Papierträger des Rollfilms aufgedruckte Zahlen als Zählwerk, analog etwa den späteren Filmkassetten. Die Zahlen (und Pfeile) wurden durch ein rotes Fenster auf der Kamerarückseite beobachtet. Der Film wurde nach dem Belichten manuell bis zur nächsten Zahl weitertransportiert. Kameras, die mit Masken auf verschiedene Bildformate umschaltbar waren, besaßen entsprechend mehrere Fenster, was zu Verwechselungen führen konnte. Mit Erscheinen der empfindlicheren Isochrom-Filme Mitte der 1930er Jahre und mit der (teils üblichen) Verwendung von Rollfilmformaten ohne Papierträger bekam das rote Fenster einen Schieber, um es bei Bedarf lichtdicht verschließen zu können.

### Sucher

#### Rahmensucher
An frühen Boxkameras ließ sich ein einfacher Rahmen ausklappen, der als Sucher diente, wozu die Kamera in Augenhöhe gehalten wurde. Das entsprach in den 1930er Jahren nicht mehr dem Stand der Technik und wurde nur noch bei den einfachsten Kameras vorgesehen.

#### Mattscheibensucher
Fortschrittlicher als der Rahmensucher war der Mattscheibensucher; bei diesem handelte es sich um den lichtschwächeren, sonst weitgehend ähnlichen Vorläufer des Brillantsuchers. Er sollte nicht mit der Mattscheibe von Großformatkameras oder Spiegelreflexkameras verwechselt werden, sondern lag nicht im Strahlengang.

#### Brillant-Sucher
Noch etwas fortschrittlicher als der Mattscheibensucher war der Brillantsucher, was in der Werbung für gehobenere Modelle hervorgehoben wurde. Eine rechteckig geschliffene Sammellinse zeigte über einen Spiegel ein seitenverkehrtes, vergleichsweise helles Bild. Ein Nachteil bestand in der etwas unpräzisen Begrenzung. Die Brillantsucher waren in der Regel doppelt vorhanden, für Hoch- und Querformataufnahmen. Der Lichteintritt war an der Frontplatte der Kamera, der Einblick war an der jeweiligen Gehäuseseite. Gezeigt wurde, wie beim späteren Schachtsucher zweiäugiger Kameras, ein seitenverkehrtes, allerdings kleines Bild. Kameras mit Brillantsucher wurden normalerweise in Bauchhöhe gehalten und ausgelöst.

#### Durchsichtsucher
Der bei den Sucherkameras übliche Durchsichtsucher (in den verschiedenen Bauarten) ließ sich am rechteckigen Box-Gehäuse nicht praktikabel anbringen, er wurde erst bei späteren Kunststoff-Bauarten der Box üblich. Zu nennen ist die 1954 erschienene „Agfa Clack“, eine der ersten Kameras mit entsprechendem Gehäuse. Die Clack kann technisch zwar zu den Box-Kameras gezählt werden, konnte aber aufgrund des formschönen, recht modernen Kunststoffgehäuses (und des Preises) gut mit anderen, zeitgleichen Kameramodellen mithalten.

## Verbreitung

### Vor dem Ersten Weltkrieg
Zu Beginn des Rollfilms besaß Kodak einen großen technischen Vorsprung. Keinem anderen Hersteller gelang es, einen flexiblen Filmträger zu entwickeln, Agfa gab seine Bemühungen 1905 sogar vorübergehend auf. So stand Kodak mit seinen Box-Kameras konkurrenzlos da. Der deutsche Markt wurde mit einer damals unbekannten Intensität erobert. Zum Ärger des deutschen Fotohandels begann Kodak 1911 auch ein eigenes Verkaufsnetz aufzubauen. Mit Kriegsbeginn (1914) verschwanden US-Produkte für die nächsten zehn Jahre vom Markt, erst nach der großen Inflation (die von 1914 bis 1923 dauerte) konnten sie wieder angeboten werden.

### Situation um 1925
Die Ankündigung Kodaks, wieder auf dem deutschen Markt aktiv zu werden, wurde kritisch bewertet, aber inzwischen glaubte die deutsche Industrie mithalten zu können. So sagte der Vorsitzende des Photo- und Kinohändler-Bundes, Franz Herder im Fachmagazin Die Photographische Industrie: „Sollte die Kodak A. G. […] geglaubt haben, daß die deutschen Händler wie in früheren Jahren sich ausschließlich mit dem Verkauf der Kodak-Erzeugnisse in den Hintergrund stellen würden, dann hat sie sich geirrt. Wir können ohne Übertreibung sagen, dass Apparate, Filme und Papiere heute in Deutschland in erstklassigen Qualitäten hergestellt werden.“ Tatsächlich produzierte AGFA seit 1915 Rollfilme und bot 1916 mit den Modellen „Film-K“ von Ernemann aus Dresden die ersten Kameras an. Diese Kastenkameras in Holzbauweise mit angesetztem Verschluss konnten die Qualität einer Kodak nicht erreichen, waren aber ein Einstieg in den Markt. Ab 1925 war Kodak nicht mehr konkurrenzlos auf dem deutschen Markt tätig. Schon im Frühjahr 1924 erschien die erste deutsche Box-Kamera, die mangels Werbung und technischer Perfektion aber kaum Käufer fand.

### Volkskamera
Um 1928 war unter den Fotoverkäufern der Begriff „Volkskamera“ populär, noch bevor von Volkswagen und Volksempfänger gesprochen wurde. Es bestand jedoch Uneinigkeit wie eine leicht zu bedienende, wie preisgünstige Kamera aussehen sollte. Manche forderten zunächst einen Apparat für die Fotoplatten im Format 9 × 12, darunter der schon bekannte Fotoversender Hanns Porst. Technisch wurde ein kleineres Format anfangs für qualitativ unzulänglich gehalten, wobei die Abneigung gegen den „amerikanischen“ Rollfilm eine Rolle spielte. Fortschrittliche Experten dachten schon an den Kleinbildfilm, der Stand der Technik gestattete es allerdings nicht, dafür preisgünstige Kameras herzustellen. Mit kleinen Formaten konnten keine ausreichend großen Kontaktabzüge angefertigt werden, um mit minimalem Aufwand Papierbilder zu erzeugen, Vergrößerungen waren technisch aufwendiger und teurer. Die Kameraproduzenten machten mit neuen Rollfilmkameras den ersten Schritt, insbesondere startete Zeiss-Ikon mit der Box Tengor erfolgreich.

### Der Durchbruch
Im Oktober 1930 stellte Emil Hofert der Firma Eho aus Dresden (beide siehe Altissa) sein Modell mit den Worten vor: „Eho, die Volkskamera im wahren Sinn des Wortes“. Max Baldeweg von der Firma Balda präsentierte seine Box. Doch vor allem verhalf die mächtige Agfa der Box zu gigantischem Erfolg, woran richtungweisende Werbekampagnen ihren Anteil hatten. Diese Aktivitäten wurden von der miserablen Wirtschaftslage getrieben, der Umsatz der Fotohändler fiel 1930 ganz besonders schlecht aus und bewog die Händler im Sommer dieses Jahres zu einer gemeinsamen Werbeaktion in allen Schaufenstern mit dem Slogan „Wer photographiert, hat mehr vom Leben“.

### Resonanz der Fotohändler
Fotohändler standen nur zögernd für den Boom der neuen Einfachkameras, trotz des neuen Kundenkreises, darunter die Schüler. Doch für den Fotohandel waren „prestigebewusste Mercedes-Fahrer“ die sich mit den „Idiotenkameras“ begnügten, zu wenig profitabel. Es war einfacher 100 RM mit dem Verkauf einer Leica zu verdienen, als die gleiche Summe mit zahlreichen 6 × 9-Abzügen. Der Münchner Fotohändler Fisius beschrieb dazu im Fachblatt Die Photographische Industrie seine Eindrücke beim Nachmittagskaffee eines noblen Heidelberger Ausflugsrestaurants im Juli 1934: „Innerhalb einer Stunde zählte ich zwei Leicas, eine Contax, eine Rolleiflex, zwei oder drei Rollfilm-Apparate in der Art der Bessa oder Ikonta und 18 Boxkameras! [und befand] […] all diese Leute, die ich mit einer Box sah, und zwar meistens mit der billigen Vier-Mark-Box, hätten sich einen besseren Apparat leisten können. [Er schlug vor] die Box […] alle denen zu verekeln, die sich sehr wohl einen besseren Apparat leisten können. [… Es sollte so sein …] daß man, wenn man etwas auf sich hält, nicht auf der Promenade, auf der Reise und im vornehmen Seebad eine Boxkamera spazieren tragen darf. Es muß mindestens eine zusammenklappbare Rollfilmkamera sein!“ Der Erfolg für die Box war nicht aufzuhalten.

### In der Nachkriegszeit
Nach 1945 ließen neue Einfachkameras zunächst auf sich warten. Die Produktion begann mit den teuren Modellen, bei Rollei und Leitz. Erst nach der Währungsreform erschienen wieder Box-Kameras, ab 1949 gab es beinahe wöchentlich neue Modelle. Das antiquierte Design und das technisch unveränderte Vorkriegsmodell von Agfa brachte dennoch hohe Verkaufszahlen und noch 1954 fanden sie reißenden Absatz. Anfang 1955 änderte sich die Situation aber plötzlich durch neue Modelle, insbesondere die modern geformte Agfa Clack ließ die bisherigen „Blechkästen“ alt erscheinen und deren Absatz sank deutlich.

## Fotografieren mit einer Box

### Bildqualität
Die eingeschränkte Qualität der einlinsigen Objektive produzierte eher kontrastarme Bilder, weshalb gutes Sonnenlicht nötig war. Allerdings waren die meisten Box-Kameras ohnehin hauptsächlich im Sommerhalbjahr, insbesondere in der Ferienzeit im Einsatz.

### Bewegte Motive
Neben der Kontrastarmut ließen sich Bilder der Box-Kameras an der Bewegungsunschärfe erkennen. Die lange Verschlusszeit verlangte nach möglichst unbewegten Motiven, laufende Menschen erschienen schon unerkenntlich, Aufnahmen von fahrenden Automobilen oder Zügen oder aus diesen heraus konnten nicht angefertigt werden.

### Farbfilme und hochempfindliche Filme
Alle Berichte sprachen einstimmig davon, dass sich mit Box-Kameras problemlos Farbfilme belichten ließen, obwohl die Objektive dafür nicht besonders korrigiert waren. Die theoretische Bedeutung ergibt sich daraus, dass die autorisierten Agfa-Händler ab Januar 1950 Farbfilme zur Entwicklung annahmen, aber kaum solche Filme in eine Box kamen, da Filme und Abzüge teurer waren. Ein Abzug im Format 9 × 12 war mit etwa 2 DM vier- bis fünfmal so teuer wie in Schwarzweiß.
Noch heute kann mit dem nach wie vor erhältlichen Rollfilm Typ 120 mit Boxkameras der Aufnahmegröße 6 × 9 erfolgreich fotografiert werden.
Beim Verwenden von hochempfindlichen Filmen über ISO 100/21°, und bei Filmen mit breiter Empfindlichkeit über das ganze Farbspektrum (PAN-Filmen), insbesondere bei Verwendung von Filmen ohne Papierrückenteil, wie sie in den 1950er Jahren zunehmend erschienen, war Vorsicht geboten. Die Fehlerquelle war dabei das rote Fenster des Bildzählwerks, das nicht genügend Licht vom Film fernhielt. Die Folge war mitunter ein weißer Fleck mit der Bildzahl in der Mitte des fertigen Abzuges. Manche Kameras boten einen Schieber zum Schließen des roten Filmzählfensters bei Nichtgebrauch, so dass der Lichteinfall verhindert werden konnte.
Beim Vergrößern von Schwarz-Weiß-Material war es möglich, im Labor die Belichtung nachträglich zu korrigieren. Farbfilme lieferten bei dieser Praxis wegen des geringeren Belichtungsspielraums schlechtere Ergebnisse. Lösungen kamen mit der so angestoßenen weiteren Entwicklung der Fototechnik.

### Blitzen – Beutelblitz und Blitzlichtbirnen
Vor dem Krieg lief das Blitzen generell mit speziellem Blitzlichtpulver ab. Gewöhnlich wurde Magnesium und Kaliumchlorat im bestimmten Verhältnis gemischt und mit einem mechanischen Gerät durch den Funken eines Reibsteines entzündet. Diese Blitzansätze ähnelten einem Teebeutel, sie enthielten Blitzpulver, besaßen eine Schnur zum Aufhängen an ihrer Oberseite und eine Zündschnur an der Unterseite. Dieser Beutel wurde beispielsweise an einen Besenstiel aufgehängt und eine Auffangschüssel daruntergestellt. Bei verdunkeltem Raum und geöffnetem Kameraverschluss wurde mit einem Streichholz die Zündschnur angebrannt. Die Verbrennung erzeugte Rauch durch das Magnesiumoxid und es bestand Feuergefahr durch brennbares Material in der Umgebung.
Kolbenblitzgeräte (Kapselblitze, Blitzlichtbirnen, Flash Bulbs) stellten im Weiteren einen wesentlichen Fortschritt dar. Das Blitzen mit den Blitzgeräten für Blitzlichtbirnen war anfangs teuer, die Geräte selbst kosteten nahezu so viel wie eine (einfache) Kamera, dazu kamen der Preis für Batterien und Birnen zu anfänglich 80 Pfennig, später fiel dieser auf 40 Pfennig. Zum Vergleich kostete ein Schwarzweißfilm damals 1,50 DM. Aus diesem Grund wurde selten mit einer Boxkamera geblitzt. Für Berufs- und Pressephotographen stellten diese neuen Blitzmöglichkeiten allerdings eine brauchbare Weiterentwicklung dar, der später Kondensatorblitze und Elektro- und Elektronikblitze folgten.

## Bekannte Hersteller

### Deutschland

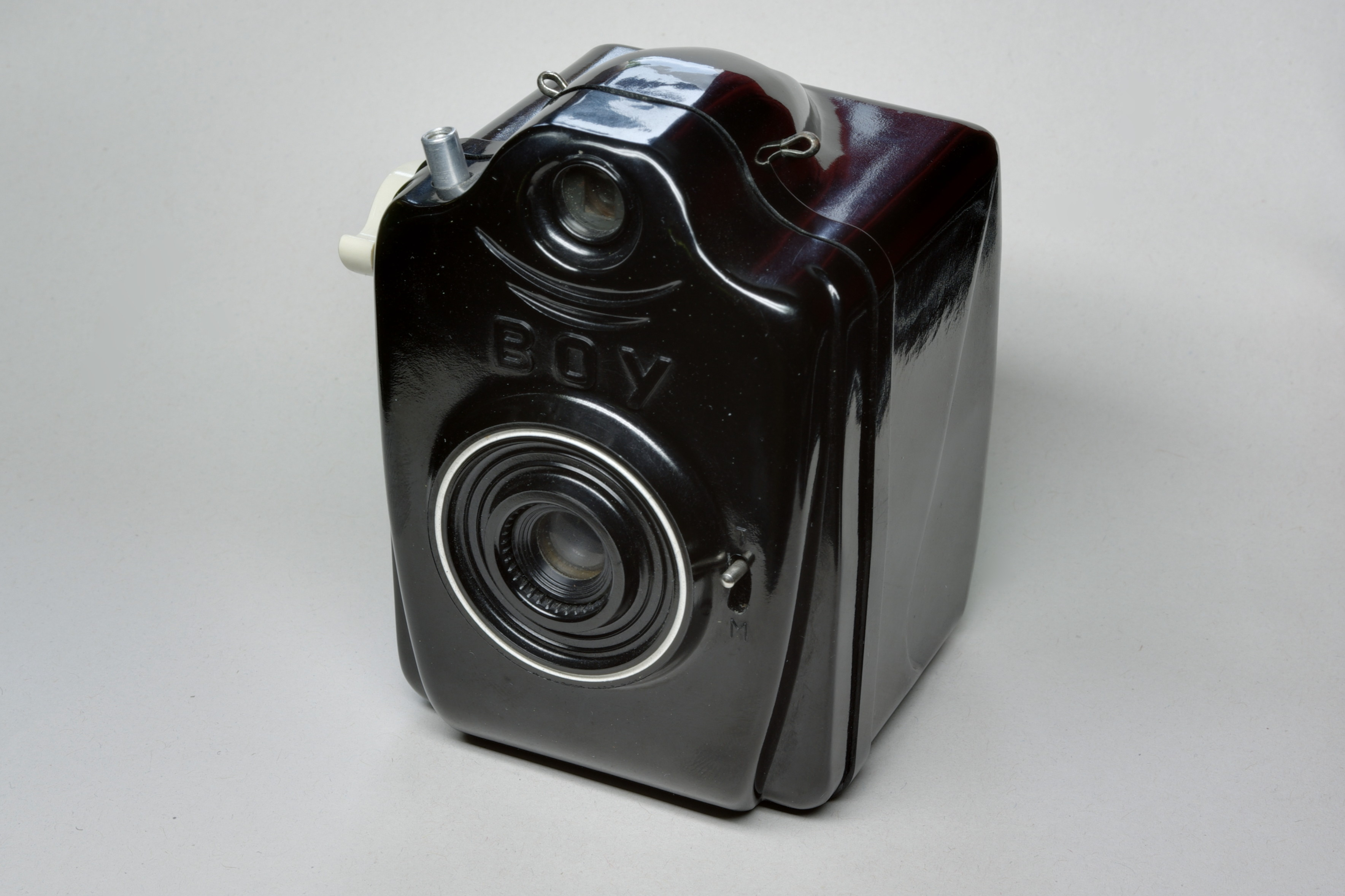
Bilora Boy

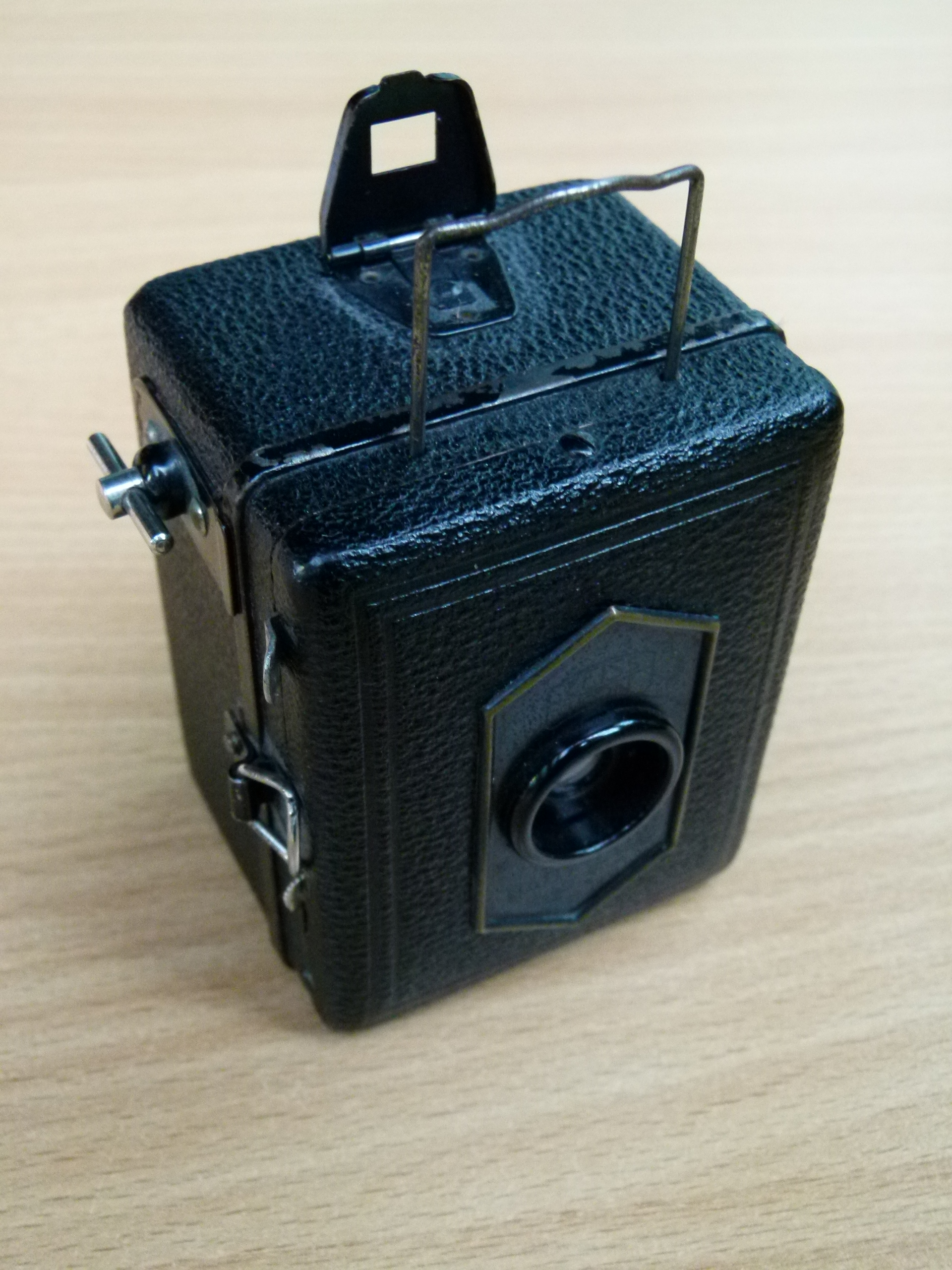
Baby-Box Zeiss Ikon, Dresden

Die in Deutschland am weitesten verbreitete Boxkamera ist die preiswerte Agfa Box in ihren verschiedenen Ausführungen. Weitere Hersteller von Boxkameras waren die deutschen Firmen Woldemar Beier (Freitaler Kameraindustrie Beier & Co., später Penti), Carl Braun, Certo Camera-Werk, Colibri-Kamerabau, Dangelmaier, EHO (siehe Altissa), Zeiss Ikon (Tengor-Boxen), Ernemann, Camera-Werk Adolf Gerlach, ICA, Paul Eduard Liesegang, Friedrich Linden, Steinheil und Münster Kamerabau, Pouva (Marke Pouva Start), Kürbi & Niggeloh aus Radevormwald (Markenname Bilora), Optische Anstalt C. P. Goerz. Vredeborch aus Nordenham (1945 bis 1986, Marke Aleata, mit Baby Box und Optomax-Syncrona, Vredebox), bediente unter etwa 30 Markennamen und mit untereinander sehr ähnlichen Modellen auch den Vertrieb diverser Händler und Versandhäuser.

### Ausland
In Frankreich wurden Boxkameras von Luminor, Lumiere & Cie. und Boyer hergestellt. In Großbritannien waren es R. & J. Beck, APM, Houghton-Butcher, Newman & Guardia, in den USA sind Argus, Herbert George Co., Herco, Shaw-Harrison Corp. zu nennen, Boxkamera-Fabriken waren in Italien Fiamma, in Ungarn MOM und in Australien Sigma.